# Den fremmede Tjener
Den fremmede Tjener er en dansk stum komediefilm fra 1913 produceret af Nordisk Films Kompagni og instrueret af  Eduard Schnedler-Sørensen efter manuskript af Carl Alstrup og Christian Schrøder. Rollen som den fremmede tjener spilles af Carl Alstrup.
Filmen havde dansk premiere den 21. februar 1913 i Biograf-Theatret i København og blev i tysktalende lande distribueret som Der fremde Diener, i engelsktalende lande som The Coloured Servant og i fransktalende lande som Le nouveau domestique du naturaliste. 

## Handling
Professorinde fru Kraft er meget nervøs. Hendes man har i to år været på studierejse i Sydamerikas store skove, men nu nærmer dagen sig, hvor han kommer hjem. Da han er hjemkommet, har han en overraskelse med sig: En indiansk tjener, hvis blotte tilsynekomst er ved at tage livet af den skikkelige kokkepige Ane. Professorens børn derimod synes derimod godt om den nye legekammarat, men en dag kommer professor Kraft hjem og ser den forandring, der er foregået med hjem og børn, og herefter lover han sig højt og helligt, at det er sidste gang, at han har inviteret en fremmed tjener med hjem.

## Medvirkende
- Carl Alstrup som den farvede tjener
- Oscar Stribolt som professor Kraft
- Philippa Frederiksen
- Jutta Lund
- Franz Skondrup
- Parly Petersen
- Carl Petersen